# Флитзани-Стефанопулос, Мария
Мари́я Флитза́ни-Стефано́пулос (греч. Μαρία Φλυτζάνη Στεφανοπούλου, англ. Maria Flytzani-Stephanopoulos; род. 1950, Греция) — американский учёный греческого происхождения, специалист в области химической технологии, пионер в сфере производства экологически чистой энергии. Профессор Инженерной школы Университета Тафтса (с 1994 года), заведующая лабораторией «Nano Catalysis and Energy» при этом учебном заведении. Член Американской ассоциации содействия развитию науки (2008) и Национальной инженерной академии США (2014), действительный член Американской академии искусств и наук (2008) и Американского института инженеров-химиков (2009), член Группы греческих учёных Бостона (2014). Имеет h-индекс равный 60 и была процитирована более 14 100 раз. Супруга учёного Грегори Стефанопулоса.

## Биография
Родилась и выросла в Греции.
Окончила Афинский национальный технический университет со степенью бакалавра естественных наук (1973), Флоридский университет со степенью магистра естественных наук и Миннесотский университет со степенью доктора философии (1975). Все учёные степени в области химической технологии.
Работала в Массачусетском технологическом институте и Лаборатория реактивного движения (НАСА).
Автор многочисленных статей в рецензируемых научных журналах.
Редактор научного журнала «Applied Catalysis B: Environmental» (с 2002 года), а также помощник редактора журнала «Science Advances» (с 2014 года).
Обладатель 10 патентов.
Почётный профессор нескольких вузов, включая Тяньцзиньский университет (2016), а также член совета директоров (director-at-large) Североамериканского каталитического общества (2013).
Лауреат ряда наград и премий.

## Научные интересы
Катализ, золотые нанокатализаторы, производство топлива, технологии получения экологически чистой энергии.